# 1035
1035 (MXXXV) fue un año común comenzado en miércoles del calendario juliano.

## Acontecimientos
- Nace el Reino de Aragón, por la unión de los condados de Aragón, Sobrarbe y Ribagorza en la figura de Ramiro I.
- Comienzo del reinado de Fernando I de León
- División del reino de Pamplona

## Nacimientos
- Adelmo
- San Lesmes (abad)
- Jaromír de Praga, sacerdote católico húngaro (f. 1090); obispo de Praga desde 1068, cuando fue nombrado por su hermano, Bratislao II de Bohemia; ambos eran hijos del duque Bretislao I de Bohemia.

## Fallecimientos
- Berenguer Ramón I, conde de Barcelona;
- Canuto el Grande, rey de Dinamarca, Inglaterra y Noruega;
- 3 de julio - Roberto I de Normandía, duque de Normandía;
- 18 de octubre - Sancho III el Mayor.